# Guerras Secretas (2015)
Guerras Secretas (Secret Wars no original) é um arco de histórias da Marvel Comics lançado entre maio de 2015 e janeiro de 2016, ela se lembra com a minissérie de 1984-85 de mesmo nome. A história gira em torno de um combate e uma incursão entre o Universo Marvel (Terra-616) com o Universo Ultimate (Terra-1610).
As Guerras Secretas deram fim ao Universo Ultimate da Marvel, abrindo a porta para que em 2024 a Marvel recriasse esse universo em Ultimate Spider-Man.
Avengers: Secret Wars (2027) adaptará este arco de história para o live-action.

## Premissa
A série foi lançada com duas edições em maio de 2015, passando a ser mensal até dezembro. A série começou com uma minissérie de nove edições (além da edição nº 0 do Free Comic Book Day) e surgiu da atual história "Time Runs Out" (O Tempo se Esgota), dos Vingadores e Novos Vingadores. A premissa básica envolve a colisão, ou o que é chamado de "incursão" interdimensional, do Universo Marvel, também chamado de Terra-616 com o Universo Ultimate, também chamado de Terra-1610; que destrói ambos. Partes dos dois universos são misteriosamente salvas e combinadas com outros universos pós-colisão, criando o "Battleworld".

## Em outras mídias

### Filme
- Doutor Estranho e Christine Palmer, uma personagem de um mundo alternativo dentro do multiverso, visitam uma Terra afetada por uma Incursão no filme Doutor Estranho no Multiverso da Loucura, do Universo Cinematográfico Marvel. No final do filme, Clea, uma feiticeira da Dimensão Negra , informa a Strange que suas ações no filme causaram outra incursão. Strange segue Clea para a Dimensão Negra.
  - Em julho de 2022, na San Diego Comic-Con, o produtor e chefe da Marvel Studios, Kevin Feige, anunciou que uma adaptação cinematográfica, Avengers: Secret Wars, estava em desenvolvimento como parte da Fase Seis do Universo Cinematográfico Marvel (MCU), e seria lançada em 1º de maio de 2026, logo após Avengers: Doomsday em 2 de maio de 2025.[2] Em junho de 2023, Secret Wars foi remarcado para ser lançado em 7 de maio de 2027, após Doomsday em 1º de maio de 2026.[3] Em maio de 2025, Doomsday e Secret Wars foram adiados para 18 e 17 de dezembro de 2027, respectivamente.